# Vlag van de Veluwe

Vlag van de Veluwe

De vlag van de Veluwe toont een zwart springend edelhert op een gele achtergrond, tussen twee blauwe strepen.
In 2012 werd voor de Nedersaksische Wikipedia een streekvlag ontworpen voor de Gelderse streek de Veluwe. De kleuren geel en blauw zijn gebaseerd op bestaande vlagen van de Veluwse gemeenten, die weer afkomstig zijn van de Gelderse vlag. In het midden van de vlag staat een zwart springend edelhert. Het edelhert is een typisch symbool van de Veluwe, dat het ook op meerdere vlaggen van de Veluwe te zien, net zo as Putten, Nunspeet en Epe. Het idee van de strepen op de vlag komt uit de vlaggen van Harderwijk, Elburg, Hattem en Ermelo.
Deze vlag is niet erkend als de officiële vlag.

## Verwante afbeeldingen

Vlag van Gelderland
Vlag van Elburg
Vlag van Epe
Vlag van Ermelo
Vlag van Harderwijk
Vlag van Hattem
Vlag van Nunspeet
Vlag van Putten